# Nanocopia minuta
Nanocopia minuta је животињска врста класе Crustacea која припада реду Calanoida. 

## Угроженост
Ова врста је крајње угрожена и у великој опасности од изумирања.

## Распрострањење
Бермудска острва су једино познато природно станиште врсте.

## Станиште
Станиште врсте су морски екосистеми.